# TCDD DH7000 sorozat
A TCDD DH 7000 sorozat  egy török C tengelyelrendezésű, dízel-hidraulikus erőátvitelű tolató dízelmozdony-sorozat. A TCDD üzemelteti. Összesen 20 db-ot gyártott belőle 1994-ben a Tülomsaş.